# Sierra de Javalambre
Die Sierra de Javalambre ist eine 29 km lange Gebirgskette am Südrand des Iberischen Gebirges.

## Lage
Der Nordteil der Gebirgskette liegt im Süden von Aragonien in der Comarca Gúdar-Javalambre, westlich des Flusses Mijares, der die Comarca ungefähr in der Mitte in Nordsüdlicher Richtung durchfließt. Nördlich schließt an die Gebirgskette die Sierra de Camarena mit dem Escandón-Pass an, welche eine Verbindung zu den Hügelzügen in der Comarca Maestrazgo bildet. Im Südteil reicht die Sierra de Javalambre bis in die Provinz Castellón in Valencia. 

## Geologie
Der Gebirgszug verläuft in der Richtung Nordsüd, entlang dem Ostrand des tektonischen Graben von Teruel, in dem die Turia fließt. Die östliche Begrenzung bildt der Mora-Graben. Die Sierra de Javalambre ist ein Karstgebirge und besteht aus Jurakalk.